# 사토야마베촌
사토야마베촌(里山辺村)은 나가노현 히가시치쿠마군에 존재했던 촌이다 (1875년 10월 25일 - ).
1954년 8월 1일, 쇼와 대합병에 의해 마쓰모토시에 편입되었다. 

## 개요
1864년부터 포도 재배가 활발해져 1877년 야마나베 포도 브랜드가 확립되었다. 또한, 미가하라 온천이 가까운 것으로도 유명하다.

## 역사
- 1889년 4월 1일 - 정촌제 시행에 의해 히가시치쿠마군 사토야마베촌이 단독으로 자치체를 형성하였다.
- 1954년 8월 1일 - 마쓰모토시에 편입되어 동일 사토야마베촌은 폐지되었다.